# Pseudoholophylla castaneipennis
Pseudoholophylla castaneipennis är en skalbaggsart som beskrevs av Macleay 1888. Pseudoholophylla castaneipennis ingår i släktet Pseudoholophylla och familjen Melolonthidae. Inga underarter finns listade i Catalogue of Life.